# Tipula (Vestiplex) biserra
Tipula (Vestiplex) biserra is een tweevleugelige uit de familie langpootmuggen (Tipulidae). De soort komt voor in het Oriëntaals gebied.